# مقاطعة ماسون (تكساس)
مقاطعة ماسون (بالإنجليزية: Mason  County)‏ هي إحدى المقاطعات في ولاية تكساس، الولايات المتحدة الأمريكية.

## أعلام
- هيرمان ليمان
- جيمس لاركن وايت
- روي مكاي
- جاي مارفن هنتر